# قبرص السرية
قبرص السرية هو مشروع صحفي يحقق في الخدمات المالية في قبرص ودورها في السماح بتجنب العقوبات الدولية وتنفيذ أهداف الدولة الروسية. يتم تنفيذه من قبل الاتحاد الدولي للمحققين الصحفيين وبيبر تريل للإعلام و69 شريكا إعلاميا بما في ذلك إنكار الأسرار الموزع ومشروع الإبلاغ عن الجريمة المنظمة والفساد وأكثر من 270 صحفيا في 55 دولة ومنطقة. ومن بين الشركاء الإعلاميين الآخرين المراسلون العرب للصحافة الاستقصائية والمركز الاستقصائي البيلاروسي ومكتب الصحافة الاستقصائية وسي بي سي نيوز ودير شبيغل والغارديان ولو موند وبوليتيكن والصحافة الاستقصائية السورية للصحافة المساءلة وسليدستفو الأوكرانية وواشنطن بوست.
تشير التحقيقات إلى أن "67 من أصل 105 ملياردير روسي في قائمة فوربس العالمية للمليارديرات لعام 2023 استخدموا شركات الخدمات المالية في جزيرة قبرص لإخفاء ثرواتهم وإبقائها بعيدا عن متناول العقوبات الغربية". تتضمن التسريبات معلومات سرية من شركات الخدمات المالية ومعظمها لها صلات بقبرص تُظهر روابط قوية مع شخصيات رفيعة المستوى في الكرملين بعضهم تعرض للعقوبات.
يكشف التحقيق كيف نقل الأوليغارشيون الروس كميات كبيرة من الأصول إلى قبرص بعد الغزو الروسي لأوكرانيا. فرضت الولايات المتحدة والمملكة المتحدة والاتحاد الأوروبي عقوبات على أكثر من 1600 فرد وكيان بعد أن شنت موسكو غزوها لأوكرانيا في فبراير 2022.

## التحقيق

### التسريب
يستند التحقيق إلى 3.6 مليون ملف مسرب من منتصف التسعينيات حتى أبريل 2022 ويتضمن فحوصات خلفية سرية ومخططات تنظيمية وقوائم مالية وتطبيقات حسابات مصرفية ورسائل بريد إلكتروني. تأتي التسريبات من ستة مقدمي خدمات مالية مقرهم قبرص وشركة لاتفية تبيع وثائق السجل التجاري القبرصي:
- كونيكتيد سكاي
- سيبكو دايركت
- محاسبون دي جي سي
- اي-قبرص
- كالياس وشركاه
- ميريت كابيتال
- ميريت سيرفوس

وفقا للاتحاد الدولي للمحققين الصحفيين
تم الحصول على السجلات المسربة من سيبكو دايركت وكونيكتيد سكاي واي-قبرص وكالياس وشركاه بواسطة بيبر تريل للإعلام. حصلت "إنكار الأسرار الموزع" على وثائق من كالياس وشركاه والتي تمت مشاركتها بعد ذلك مع بيبر تريل للإعلام والاتحاد الدولي للمحققين الصحفيين. تم الحصول على سجلات شركة محاسبون دي جي سي بواسطة "إنكار الأسرار الموزع" وتمت مشاركتها بواسطة مشروع الإبلاغ عن الجريمة المنظمة والفساد.

### النتائج
وجد التحقيق أكثر من 650 شركة وصندوقا مسجلين في قبرص وأكثر من 100 في ولايات قضائية سرية أخرى مملوكة أو خاضعة لسيطرة الروس الذين تم فرض عقوبات عليهم منذ عام 2014. كانت الشركات والصناديق تستخدم لإخفاء الممتلكات والاستثمارات الأخرى عن الرقابة وشملت الشركات الأم للشركات القابضة الروسية والشركات التابعة للتكتلات الروسية بما في ذلك إيفراز التي تزود قضبان القطار المستخدمة لنقل الأسلحة والذخيرة إلى القوات الروسية في أوكرانيا.
يُظهر التحقيق أنه "كيف استخدم 67 من أصل 105 ملياردير روسي في قائمة فوربس العالمية لمليارديرات عام 2023 شركات الخدمات المالية في جزيرة قبرص لإخفاء ثرواتهم وإبقائها بعيدا عن متناول العقوبات الغربية". تحتوي التسريبات على معلومات سرية من شركات الخدمات المالية ومعظمها لها صلات بقبرص وتُظهر أن هذا البلد لديه روابط قوية مع شخصيات رفيعة المستوى في الكرملين وقد تم فرض عقوبات على بعضهم.
يكشف التحقيق كيف نقل الأوليغارشيون الروس كميات كبيرة من الأصول إلى قبرص بعد الغزو الروسي لأوكرانيا. فرضت الولايات المتحدة والمملكة المتحدة والاتحاد الأوروبي عقوبات على أكثر من 1600 فرد وكيان بعد أن شنت موسكو غزوها لأوكرانيا في فبراير 2022. توصل التحقيق إلى أن الشركات المالية القبرصية كانت تعمل لصالح أكثر من 95 فردا خاضعا للعقوبات و44 شخصا سياسيا بارزا "مرتبطين بشركات أو منظمات مملوكة للدولة يُعتقد أنها تستحق تدقيقا إضافيا بسبب المخاطر المتزايدة المتعلقة بالفساد أو أي نشاط غير مشروع آخر".
كشف التحقيق عن محادثات سرية لمساعدة سوريا في التهرب من عقوبات صناعة النفط وأن الصحفي الألماني هوبرت سيبيل تلقى أكثر من 700 ألف دولار من شركة وهمية مرتبطة بالقطب الروسي أليكسي مورداشوف كـ "رعاية" لكتابة كتب عن فلاديمير بوتن و"البيئة السياسية في الاتحاد الروسي". وكشف التحقيق أيضا كيف استغلت شركة برامج التجسس انتيليكسا الثغرات في قبرص وأن شبكة عمليات شركة المراقبة الأمريكية العملاقة أنظمة فيرينت تشمل شركات تابعة في الهند.
وقد تورط رجل الأعمال البلغاري أوجنيان بوزاروف في الدفعة التي دفعت لتفجير واغتيال إيفو بوكانيتش وصحفي آخر في مجلة ناسيونال الكرواتية عام 2008 وهو ما نفاه بوزاروف. كما كشف التحقيق عن تورط رجل الأعمال السوداني والممول المزعوم لحماس عبد الباسط حمزة مع شركة قبرصية تستخرج الذهب المصري.

## الرد

### استجابات الحكومة
بدأت الحكومات بما في ذلك الرئيس القبرصي نيكوس كريستودوليديس والمشرعون الأوروبيون في الاستجابة لنتائج التحقيق في أقل من 24 ساعة.
في نوفمبر 2023 دعا أعضاء البرلمان الأوروبي إلى اتخاذ إجراءات صارمة ضد الفساد المالي ومحاسبة الدول الأعضاء التي تسمح بانتهاك العقوبات. قالت صوفي إن 'ت فيلد مقررة البرلمان للعقوبات على انتهاك التدابير التقييدية للاتحاد "عندما يتعلق الأمر بالفساد والمخالفات المالية فإن السلطات الوطنية غالبا ما تكون الجناة. إنهم متواطئون. يتحول الاتحاد الأوروبي إلى جنة العصابات لأنه يتمتع بالإفلات التام من العقاب". في ذلك الشهر وعد الرئيس القبرصي كريستودوليديس بإطلاق تحقيق وقال وزير المالية القبرصي ماكيس كيرافنوس إن تحقيقا جنائيا قد بدأ ضد شركات بما في ذلك برايس ووتر هاوس كوبرز لانتهاكات العقوبات الروسية.
في ديسمبر 2023 أعلنت الولايات المتحدة أنها سترسل عشرين خبيرا من مكتب التحقيقات الفيدرالي وشبكة إنفاذ الجرائم المالية إلى قبرص للمساعدة في 29 قضية تتعلق بغسيل الأموال وانتهاكات العقوبات الروسية.

### أخرى
دعا تحالف الخضر الأوروبي الحر دول الاتحاد الأوروبي إلى سد الثغرات في الاستجابة للتحقيق.